# Emil Voigt (ginnasta)
Emil Alwell Voigt (Missouri, 15 dicembre 1879 – Dearborn, 26 febbraio 1946) è stato un ginnasta e multiplista statunitense.

## Carriera
Voigt partecipò ai Giochi olimpici di Saint Louis 1904, dove vinse una medaglia d'argento nella rotazione con le clave e due medaglie di bronzo negli anelli e nella salita alla fune. Alla stessa Olimpiade giunse quarto nel concorso a squadre, sessantesimo nel concorso generale individuale, ottantacinquesimo nella gara di triathlon e quarantaduesimo nel concorso a tre eventi.

## Palmarès
In carriera ha conseguito i seguenti risultati:
- Giochi olimpici

St. Louis 1904: una medaglia d'argento nella rotazione con le clave e due medaglie di bronzo negli anelli e nella salita alla fune.